# Řád za občanské zásluhy (Bulharsko)
Řád za občanské zásluhy (bulharsky: Орден „За гражданска заслуга“) je státní vyznamenání Bulharské republiky. Bylo založeno roku 2003 a navazuje na tradici Královského řádu za občanské zásluhy, zrušeného komunistickým režimem v roce 1950.

## Historie a pravidla udílení
Řád byl založen dne 13. června 2003 a navazuje na Královský řád za občanské zásluhy, který byl udílen v dobách bulharské monarchie a po jejím pádu byl zrušen komunistickým režimem v roce 1950.
Udílen je prezidentem Bulharska občanům Bulharska za rozvoj a posílení občanské společnosti, za posílení demokratických institucí a za ochranu lidských práv a svobod stejně jako za jejich přínos pro obranu, bezpečnost a veřejný pořádek v Bulharsku.

## Insignie
Řádový odznak I. třídy má podobu bíle smaltovaného zlatého kříže. Mezi rameny jsou barevně smaltované dubové ratolesti. Uprostřed je kulatý medailon se zlatým lvem na červeně smaltovaném pozadí. Okolo je bíle smaltovaný pruh se zlatým nápisem v cyrilici За гражданска заслуга (za občanské zásluhy). Na zadní straně je v medailonu barevně smaltovaná bulharská vlajka, kterou obklopuje zeleně smaltovaný kruh se zlatým nápisem v cyrilici Република България (Bulharská republika).
V případě odznaku II. třídy je kříž stříbrný a stříbrný je i lev uprostřed medailonu stejně jako kruh s nápisem Bulharská republika na zadní straně odznaku.

## Třídy
Řád je udílen ve dvou řádných třídách:
- I. třída – Řádový odznak se nosí na stuze s rozetou nalevo na hrudi. Stuha je uvázána do tvaru trojúhelníku.
- II. třída – Řádový odznak se nosí na stuze bez rozety nalevo na hrudi. Stuha je uvázána do tvaru trojúhelníku.